# Ardops nichollsi
Ardops nichollsi is een vleermuis uit de familie der bladneusvleermuizen van de Nieuwe Wereld die voorkomt in de centrale Kleine Antillen. Deze soort is gevonden op de eilanden Saba, Sint Eustatius, Saint Kitts, Nevis, Montserrat, Guadeloupe, Dominica, Martinique, Saint Lucia en Saint Vincent. Er wordt een aantal ondersoorten erkend, die voornamelijk in grootte verschillen: montserratensis Thomas, 1894 op Saba, Sint Eustatius, Saint Kitts, Nevis en Montserrat, annectens Miller, 1913 op Guadeloupe, nichollsi Thomas, 1891 op Dominica, koopmani Jones & Schwartz, 1967 op Martinique en luciae Miller, 1902 op Saint Lucia en Saint Vincent. De geldigheid van deze ondersoorten is echter onduidelijk. A. nichollsi is de enige soort van het geslacht Ardops, een nauwe verwant van Stenoderma, Phyllops en Ariteus.
A. nichollsi is een middelgrote vleermuis. Het neusblad is stekelvormig. De lange, dichte vacht is bruin, met witte vlekken bij de schouders. De oren zijn geelgroen bij levende dieren. Vrouwtjes zijn groter dan mannetjes. De totale lengte bedraagt 60 tot 73 mm, de achtervoetlengte 13 tot 18 mm, de oorlengte 16 tot 18 mm, de voorarmlengte 42,5 tot 52 mm, de vleugelspanwijdte zo'n 380 mm en het gewicht 15 tot 33 g. A. nichollsi roest in paren of kleine groepen in bomen en leeft van fruit, hoewel het dier ook wat insecten eet. De soort is gevonden in regenwoud en droog bos, in bananen- en cacaoplantages en in botanische tuinen.